# خلقدون
خلقدون أو خلقيدون (/ kælˈsiːdən / أو / kælsɪdɒn / ؛ اليونانية: Χαλκηδών ) مدينة بحرية قديمة في منطقة بيثينيا في آسيا الصغرى. كانت تقع تقريبًا مقابل بيزنطة وجنوب أسكدار وهي اليوم مقاطعة في مدينة اسطنبول تسمى قاضي كوي. نُقش اسم المدينة على جميع العملات المعدنية التي عثر عليها كما كُتب الاسم في مخطوطات تاريخ هيرودوت ، وكتابات كسينوفون، وكتابات آريانوس ، وغيرها من الأعمال.
لم يتبقى أي آثار للمدينة القديمة فوق سطح الأرض باستثناء برج . جميع القطع الأثرية المكتشفة في مواقع التنقيب معروضة اليوم في متحف إسطنبول الأثري.

## أعلام من المدينة
- قسطنطين الثالث
- زينوقراط
- هيروفيلوس